# Carcass
A Carcass egy extrém metal együttes, mely 1985-ben alakult Angliában, és 1995-ben oszlott fel. 2008-ban újjáalakultak, de az eredeti dobos, Ken Owen nélkül.
A Napalm Death mellett a grindcore stílus úttörői, de második albumuktól már a death metal is szerves részét képezte zenéjüknek. A morbid dalszövegek és a gyomorforgató albumborítók miatt a goregrind stílusba is sorolják őket, de a death metalban divatos véres/beles dalszövegek helyett, ők foglalkoztak először anatómiai témákkal.

## Történet

### Korai évek (1985-1989)
A zenekart Bill Steer gitáros alapította Ken Owen dobossal együtt 1985-ben, Disattack néven. Még abban az évben kiadtak egy demót A Bomb Drops… címmel. A demo kiadása után távozott Paul basszusgitáros és Andrew Pek énekes. Andrew-t Sanjiv pótolta, a basszusgitárosi pozíciót pedig Jeff Walker töltötte be. Walker korábban az Electro Hippies együttes énekese és gitárosa volt. Ezután az alapító Bill Steer csatlakozott a Napalm Death-hez, és szerepelt a Scum című albumuk második oldalának dalaiban (az első oldalon Justin Broadrick gitározott).
Az együttes ezután változtatta meg a nevét Carcassra. 1987 áprilisában felvették a Flesh Ripping Sonic Torment demót. Ez az egyetlen olyan felvételük, melyen Sanjiv hallható, ugyanis a demo rögzítése után nem sokkal elhagyta a zenekart. Így az 1988-ban Reek of Putrefaction címen megjelent bemutatkozó albumon Steer és Walker osztoztak az énekesi teendőkön. A 22 számot tartalmazó, mindössze négy nap alatt felvett nagylemez zajos, primitív hangzásával az együttes tagjai nem voltak megelégedve, de a legendás rádiós DJ-nek John Peelnek tetszett az anyag, és felkérte az együttest, hogy szerepeljenek az 1989-es első Peel Session műsorban, ahol a második Carcass albumra szánt új dalait játszotta a csapat. Ez a felvétel aztán The Peel Sessions címen lemezen is megjelent.

### Fejlődés (1990-1993)
1989 decemberében jelent meg második albumuk, a Symphonies of Sickness. Az album produkciós szempontból sokkal jobban sikerült mint elődje, amiben nagy szerepe volt Colin Richardson producernek. Az album hosszabb dalokat tartalmazott, és a lassú átvezetéseken kívül gitárszólók is felbukkantak. A lemezt támogató turné második szakaszában csatlakozott a zenekarhoz Michael Amott szólógitáros, aki korábban a Carnage nevű svéd death metal együttes tagja volt. Amott a turné után hivatalosan is a zenekar tagja lett, játszott a második Peel Sessionön, és nagyban kivette a részét a készülő harmadik nagylemez munkálataiból.
Neki is köszönhető, hogy az 1991-ben megjelent Necroticism - Descanting the Insalubrious albumon szinte már teljes mértékben elkanyarodtak a grindcore-tól a death metal felé. A lemez énektémáiban Walker több szerepet kapott, mint Steer. A lemezt ma már a death metal klasszikusai között tartják számon. A megjelenést követően európai és amerikai turnét bonyolítottak le az Entombed, a Confessor és a Cathedral társaságában. 1992 nyarán a turné alkalmából kiadták a Tools of the Trade EP-t. A kiadványon a címadó új dalon kívül régebbi dalok újrafelvett változatai szerepeltek.

### Dallamok (1993-1995)
1993 októberében jelent meg a Heartwork című albumuk, mely radikális irányváltást hozott. A zene minden korábbinál dallamosabb lett, felerősödtek a thrash metal és heavy metal hatások. A dalokból teljesen eltűnt Steer mély hörgése, a dalszövegekből pedig a klinikai anatómia boncolgatása, felerősödtek viszont a sokrétű, komplex gitárdallamok. Sok rajongó elfordult tőlük, ugyanakkor sokan ekkor fedezték fel őket. A Heartwork a modern, dallamos death metal egyik megteremtője és alapműve.
A Heartwork felvételei után Mike Amott elhagyta a zenekart, helyére előbb Mike Hickey, majd Carlo Regadas kerül. A lemez sikere nyomán szerződést ajánlott az együttesnek a Columbia Records, mely kereskedelmi sikereket remélt, Jeff Walkernek pedig azt tanácsolták, hogy tanuljon meg rendesen énekelni.
1994 nyarán Jeff Walker remixelte a Die Krupps Inside Out című dalát, majd a Carcass nekilátott új dalokat írni az első nagykiadós lemezéhez. Az 1994. decemberi turné alkalmával be is mutattak két új dalt - Edge of Darkness és Firmhand. Az Edge of Darkness szerepelt a BBC Radio 1 Rock Show című műsorában is.
1994 végére megírtak 17 dalt, és a zenekar hozzálátott az album rögzítéséhez. A kiadó 200 000 dollárt biztosított számukra, a producer pedig ismét Colin Richardson volt. A stúdiózás 1995 elején vette kezdetét a dél-walesi Monmouth-ban található Rockfield stúdióban. A hathetes stúdiózás során a kiadó lassan megvonta a támogatását azzal az indokkal, hogy az együttes még nem készült fel, és további dalokat kellene írniuk. A Carcass azonban figyelmen kívül hagyta ezt a tanácsot, csakúgy mint azt a javaslatot, hogy Terry Date (Pantera producer) újrakeverje az anyagot. Ekkoriban Jeff Walker az angol Metal Hammer magazin számára adott interjúban kijelentette, hogy a lemez klasszikus rock hatásokat hordoz, Thin Lizzy típusú ikergitárokkal, mivel Steer nem volt hajlandó vesződni az időigényes, többrétegű gitártémák feljátszásával, és a metal iránt is elveszítette az érdeklődését.
A Swansong felvételei közben felkérték a zenekart, hogy remixelje Björk Isobel című számát. A felvétel azonban sokkal inkább egy új Carcass dal lett Björk énekével, amely aztán 1996 márciusában jelent meg Björk Hyperballad című kislemezén.

### Hattyúdal
A lemezkiadóval kapcsolatos állandó problémák következtében a lemez megjelenési időpontja majdnem egy évet csúszott. Eközben a zenekar visszatért az Earache kiadóhoz, és itt jelentették meg utolsó lemezüket, a Swansongot. Mire az album a boltokba került, a Carcass feloszlott. A lemezen a dallamos death metal mellett felerősödtek a thrash a doom és a groove metal hatások. A 17 rögzített dalból 12 szerepelt az albumon. Szó volt egy lemezelőzetes EP kiadásáról is, ez azonban nem valósult meg, valószínűleg a kiadói támogatás hiányában.
Walker azóta több interjúban is kifejtette, hogy mind a 17 dalt ki kellett volna adni egy dupla albumon, mert a lemaradt számok közül pár erősebb, mint a lemezen szereplő dalok. Ennek ellenére a lemez kiváló kritikákat kapott. A zenekar a sajtóban bejelentette, hogy búcsúturné nélkül oszlanak fel, bár ezt a rajongók nagy része már sejtette a lemezcímből (Hattyúdal).
Az album jól fogyott, és hónapokig volt a csúcs közelében a brit Indie Rock Charton olyan előadók között, mint a Placebo. Azt híresztelték, hogy a zenekarnak felajánlottak számos jövedelmező turnélehetőséget is, mint például az Iron Maiden X-Factour körútját.
1995-ben Bill Steer kilépett a zenekarból, de még ezelőtt felvettek egy Killing Joke feldolgozást. 1996 novemberében megjelent egy ritkaságokat tartalmazó posztumusz válogatásalbum, a Wake Up and Smell the... Carcass. Néhány héttel a lemez kiadása után egy videókazetta (később DVD) is megjelent. Ezen promóciós videók mellett helyet kaptak koncertfelvételek is az 1989-es Grindcrusher turnéról, és az 1992-es Gods of Grind turnéról. Ezek hangminősége igen gyenge, melyet Walker úgy jellemzett, hogy "nincs megkeverve".
A zenekar megszűnése után Ken, Jeff és Carlo a Blackstar nevű heavy metal projekttel foglalkozott, melynek a basszusgitárosa Mark Griffiths volt a Cathedralból. A Blackstar (később Blackstar Rising) azután állt le, hogy Ken Owen súlyos agyvérzést szenvedett, melynek következtében lebénult, és abba kellett hagynia zenészi karrierjét. Mike Amott megalapította a Spiritual Beggars rockzenekart és a dallamos death metal együttes Arch Enemyt. A legjobban Bill Steer távolodott el a Carcass világától, aki a Firebirdben zenél, és trió felállásban játssza a Cream-típusú blues rockot.

### Újjáalakulás (2007-napjainkig)

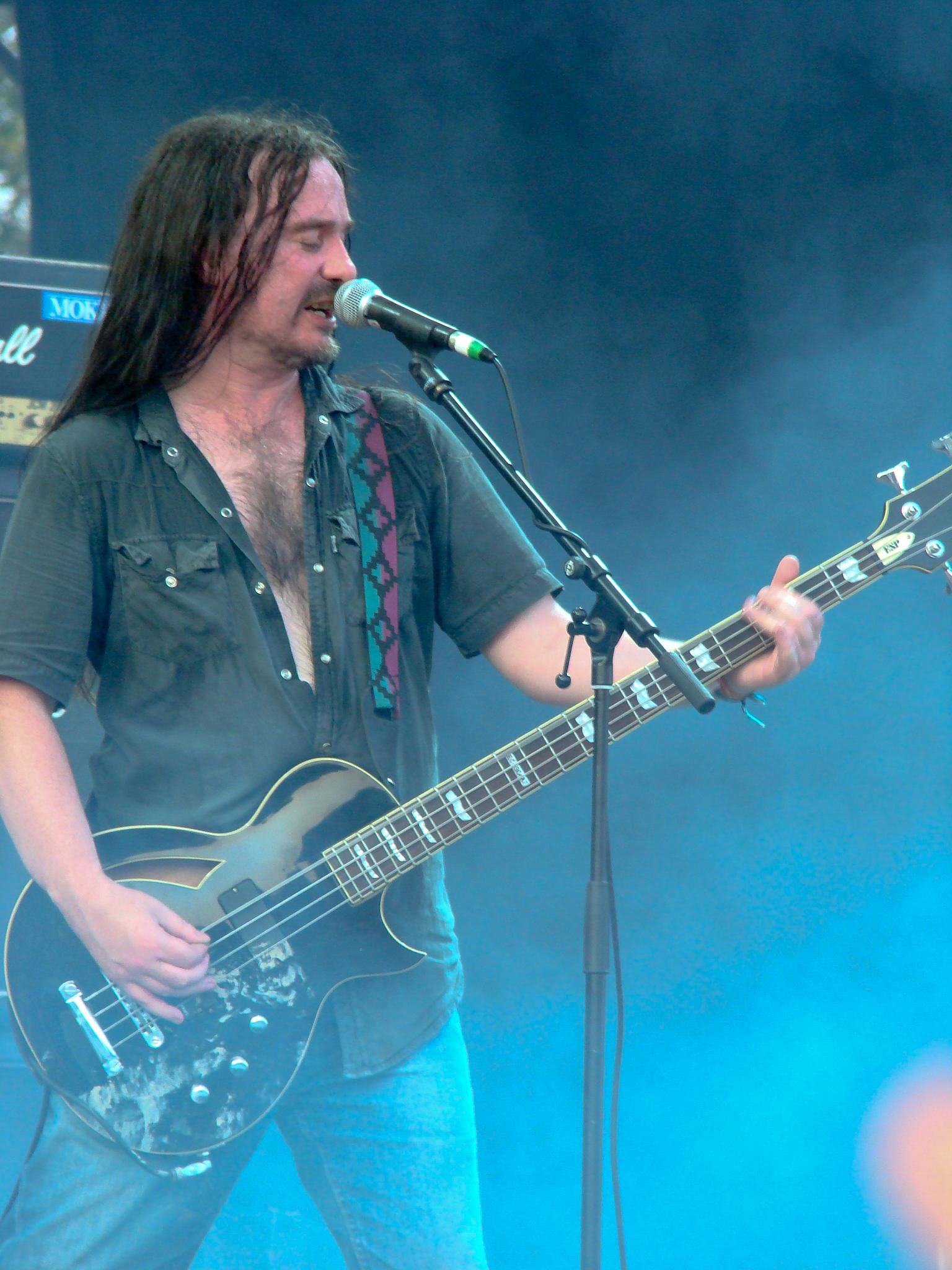
Jeff Walker a Gods of Metal fesztiválon 2008-ban.

2006 júniusában egy interjúban Walker kifejtette, hogy akár újra felállhatna a Carcass, de Ken Owen az egészségügyi problémái miatt nem tudna részt venni az újjáalakulásban.
2007 szeptemberében Mike Amott bejelentette, hogy Bill Steer, Jeff Walker és a Ken Owent helyettesítő Daniel Erlandsson titokban együtt próbálnak, a régi dalokat játsszák, és egy visszatérő turnét terveznek. Az eredeti terveik között szerepelt, hogy számos nyári fesztiválon fellépnek, de nem tudták tartani a határidőket.
2007 októberében a zenekar is megerősítette, hogy a következő évben fellép a német Wacken Open Air metal fesztiválon, valamint a finn Tuska Open Air fesztiválon. 2008 júniusában vette kezdetét a visszatérő turné, mely során a Carcass többek között fellépett a Wacken, a Tuska, a Hellfest és a Metalcamp fesztiválokon.
2008 őszén ausztráliai, új-zélandi, és észak-amerikai turnéra indultak. 2008. november 15-én a Carcass főzenekarként lépett fel a dániai "Danish Metal Awards" rendezvényen. A dán rajongók számára ez volt az egyetlen esély, hogy lássák a zenekart, mivel a 2008-as turné nem érintette az országot. A fellépésen a közönség meglepetésére Ken Owen is fellépett, aki egy rövid dobszólót mutatott be, bizonyítva, hogy gyógyulása jó úton halad. A zenekar ezután a leedsi Damnation Fesztiválon lépett fel, melyen Walker kijelentette, hogy könnyen lehet, hogy a rajongók az utolsó fellépést látják. Ezt megelőzően a Carcass utoljára 14 éve koncertezett Angliában.
Az Earache Records újra kiadta a zenekar lemezeit, bónuszokkal kiegészítve. Arra a kérdésre, hogy a zenekar tervez-e felvenni egy új albumot Bill Steer így válaszolt: Én is nagyon meglepődnék, ha ez tényleg megtörténne. De soha ne mondd, hogy soha, én mindig az utolsó vagyok, akit meg kell győzni[forrás?].
2009-ben az együttes tovább koncertezett, egy észak-amerikai turnéra került sor 2009 márciusában. Augusztusban pedig főzenekarként léptek fel az angliai Bloodstock Open Air fesztiválon.

## Galéria

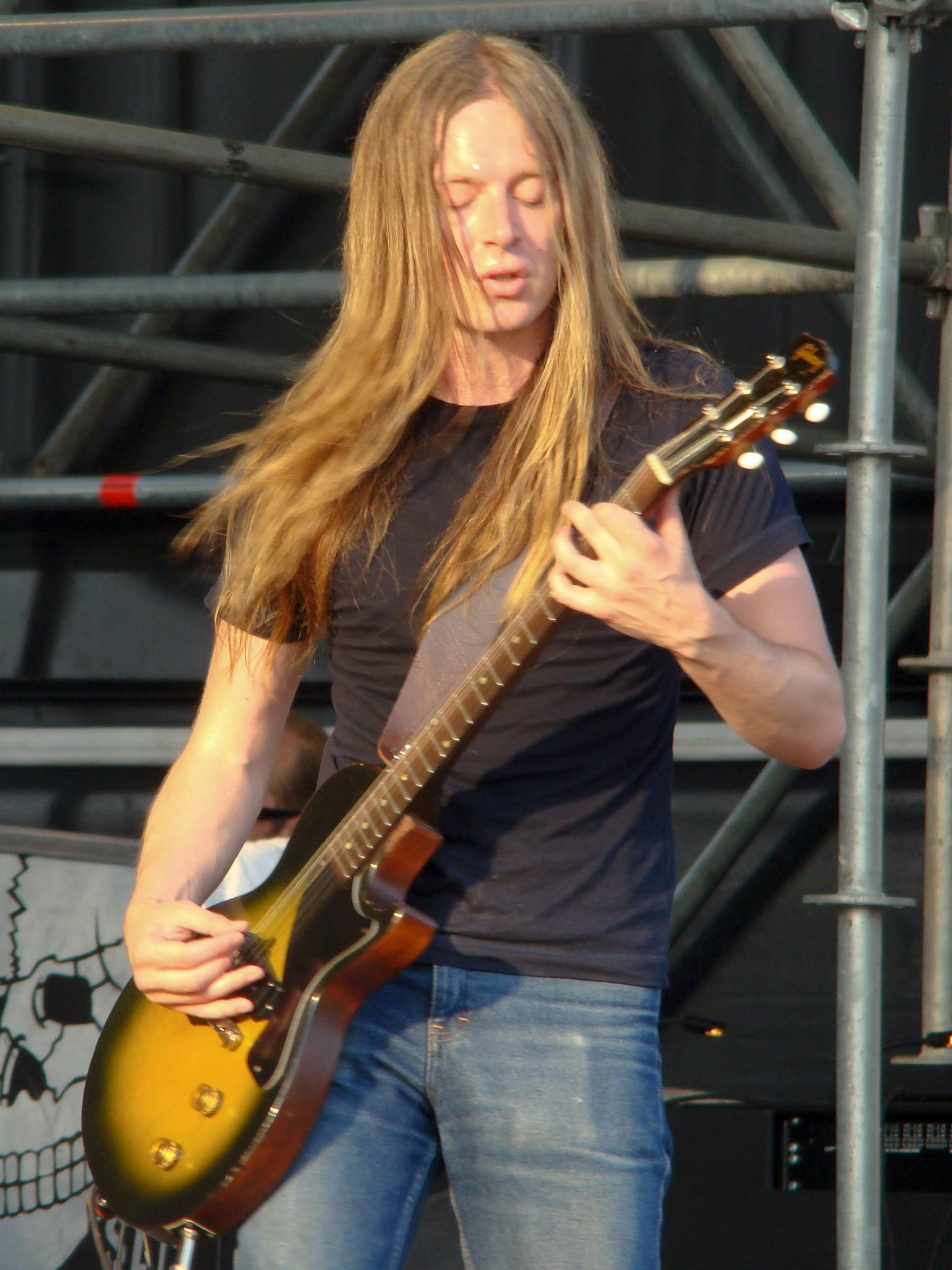
Bill Steer a Gods of Metal fesztiválon 2008-ban.
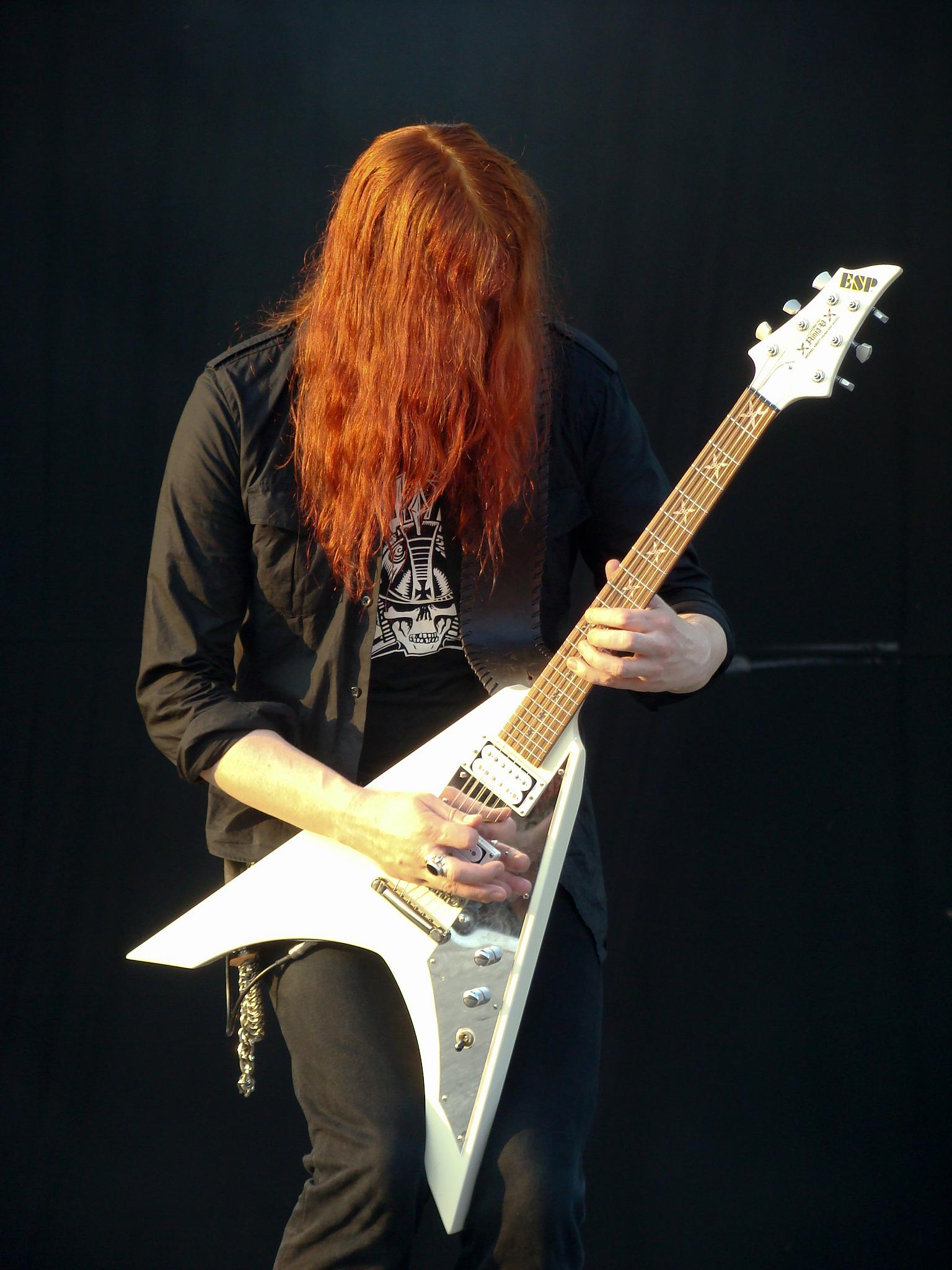
Michael Amott a Gods of Metal fesztiválon 2008-ban.

## Zenekar tagjai

### Jelenlegi tagok
- Jeff Walker - ének, basszusgitár (1987–1995; 2007–napjainkig)
- Bill Steer - szólógitár, alkalmi ének (1985–1995; 2007–napjainkig)
- Michael Amott - szólógitár (1990–1993; 2007–napjainkig)
- Daniel Erlandsson - dob (2007–napjainkig)

### Korábbi tagok
- Ken Owen - dob, háttérvokál (1985–1995)
- Mike Hickey - gitár (1993–1995 közötti turnékon)
- Carlo Regadas - gitár (1995)
- Sanjiv - ének (1985–1987)

## Diszkográfia

### Stúdióalbumok
- Reek of Putrefaction (Earache Records, 1988)
- Symphonies of Sickness (Earache Records, 1989)
- Necroticism – Descanting the Insalubrious (Earache Records, 1991)
- Heartwork (Earache Records, 1993)
- Swansong (Earache Records, 1996)
- Surgical Steel (Nuclear Blast, 2013)
- Torn Arteries (2020)

### EP-k
- Pathologic (Earache Records, 1989)
- The Peel Sessions (Strange Fruit, 1989)
- Live at St. George's Hall (Distorted Harmony, 1990)
- Tools of the Trade (Earache Records, 1992)
- Gods of Grind (Split With Entombed, Cathedral, Confessor) (Earache Records, 1992)
- The Heartwork EP (Earache Records, 1993)

### Válogatásalbumok
- Wake up and Smell the... Carcass (1996)
- Best of Carcass (Japán 2-CD) (1998)
- Requiems of Revulsion: A Tribute To Carcass (2001)
- Choice Cuts (2004)

### Demók
| 1. | The Next Attack   |  |
| 2. | Drop Dead         |  |
| 3. | Fashion Faction   |  |
| 4. | Escape the Dragon |  |

| 1.  | Genital Grinder           |  |
| 2.  | Regurgitation of Giblets  |  |
| 3.  | Festerday                 |  |
| 4.  | Limb from Limb            |  |
| 5.  | Rotten to the Gore        |  |
| 6.  | Excreted Alive            |  |
| 7.  | Malignant Defecation      |  |
| 8.  | Fermenting Innards        |  |
| 9.  | Necro-Cannibal Bloodfeast |  |
| 10. | Psychopathologist         |  |
| 11. | Die in Pain               |  |
| 12. | Pungent Excrutiation      |  |
| 13. | Face Meltaaargh           |  |

| 1. | Reek of Putrefacation                |  |
| 2. | Slash Dementia                       |  |
| 3. | Embryonic Necropsy and Devourment    |  |
| 4. | Cadaveric Incubator of Endoparasites |  |
| 5. | Ruptured in Purulence                |  |

| 1.  | Blind Bleeding the Blind |  |
| 2.  | Buried Dreams            |  |
| 3.  | Carnal Forge             |  |
| 4.  | Death Certificate        |  |
| 5.  | Deliverance              |  |
| 6.  | Doctrinal Expletives     |  |
| 7.  | Heartwork                |  |
| 8.  | No Love Lost             |  |
| 9.  | This Mortal Coil         |  |
| 10. | Arbeit Macht Fleisch     |  |

### Videók
- Reek of Putrefaction
- Corporal Jigsore Quandary
- Incarnated Solvent Abuse
- Heartwork
- No Love Lost
- Keep on Rotting in the Free World
- Tools of the Trade
- Unfit For Human Consumption[5]

### DVD
- Wake up and Smell the... Carcass (Két teljes koncert és az összes videóklip)

## Külső hivatkozások
- Carcass a Myspace-en
- Carcass Archiválva 2009. február 20-i dátummal a Wayback Machine-ben at Earache Records